# رمته‌سولوش
رمته‌سولوش (به مجاری:  Remeteszőlős) یک شهرداری در مجارستان است که در ناحیه بوداکسی واقع شده‌است. رمته‌سولوش ۰٫۵۶ کیلومتر مربع مساحت دارد.